# 550

## Nașteri
- dată necunoscută: Papa Bonifaciu al IV-lea  (d. 615)
- 13 noiembrie: Augustin de Canterbury  (d. ?)
- dată necunoscută: Teia  (d. 552)
- dată necunoscută: Authari al longobarzilor  (d. 590)
- dată necunoscută: Sfântul Gallus  (d. 645)
- dată necunoscută: Arioald al longobarzilor  (d. 636)
- dată necunoscută: Eutihie al Constantinopolului patriarh al Constantinopolului și sfânt (d. 582)
- dată necunoscută: Abdullah ibn Salam  (d. 643)
- dată necunoscută: Garibald I de Bavaria  (d. 593)
- dată necunoscută: Grigore (uzurpator)  (d. 647)
- dată necunoscută: Aba I  (d. 552)
- dată necunoscută: Zaharia al Ierusalimului  (d. 631)
- dată necunoscută: Tori Busshi sculptor japonez (d. ?)
- dată necunoscută: Theodor I Calliopas  (d. ?)
- dată necunoscută: Tasso de Friuli  (d. 625)
- dată necunoscută: Grasulf I de Friuli  (d. 590)
- dată necunoscută: Platon de Ravenna  (d. ?)
- dată necunoscută: Droctulf  (d. ?)

## Decese
- Aryabhata, 73 ani, matematician și astronom indian, inițiatorul matematicii clasice indiene (n. 476)